# Długie (gmina w województwie łódzkim)
Długie (do 1868 i od 1953 Katarzynów) – dawna gmina wiejska istniejąca do 1953 roku w woj. łódzkim. Nazwa gminy pochodzi od wsi Długie, lecz siedzibą władz gminy był Katarzynów.
Gmina Długie powstała za Królestwa Polskiego w 1868 roku, w powiecie brzezińskim w guberni piotrkowskiej z obszaru dotychczasowej gminy Katarzynów. 
W okresie międzywojennym gmina Długie należała do powiatu brzezińskiego w woj. łódzkim. Po wojnie gmina zachowała przynależność administracyjną. 28 kwietnia 1949 roku z części obszaru gminy Długie utworzono miasto Koluszki. Według stanu z 1 lipca 1952 roku gmina składała się z 9 gromad: Długie, Felicjanów, Jeziorko, Katarzynów, Kazimierzów, Słotwiny, Stefanów, Świny i Wierzchy.
21 września 1953 roku jednostka o nazwie gmina Długie została zniesiona przez przemianowanie na gminę Katarzynów.